# Referendo grego de 2015
O referendo grego de 2015 foi uma iniciativa do Governo de Alexis Tsipras após o fracasso das negociações com a troika no quadro da crise da dívida grega pública. Foi marcado para o dia 5 de julho de 2015 e referiu-se à aceitação da proposta feita pela União Europeia, o Banco Central Europeu e o Fundo Monetário Internacional em 25 de junho de 2015. Uma vitória política para o Governo e o Primeiro-Ministro, o «não» ganhou com 61,31 % dos votos contra 38,69 % para o «sim» à proposta.

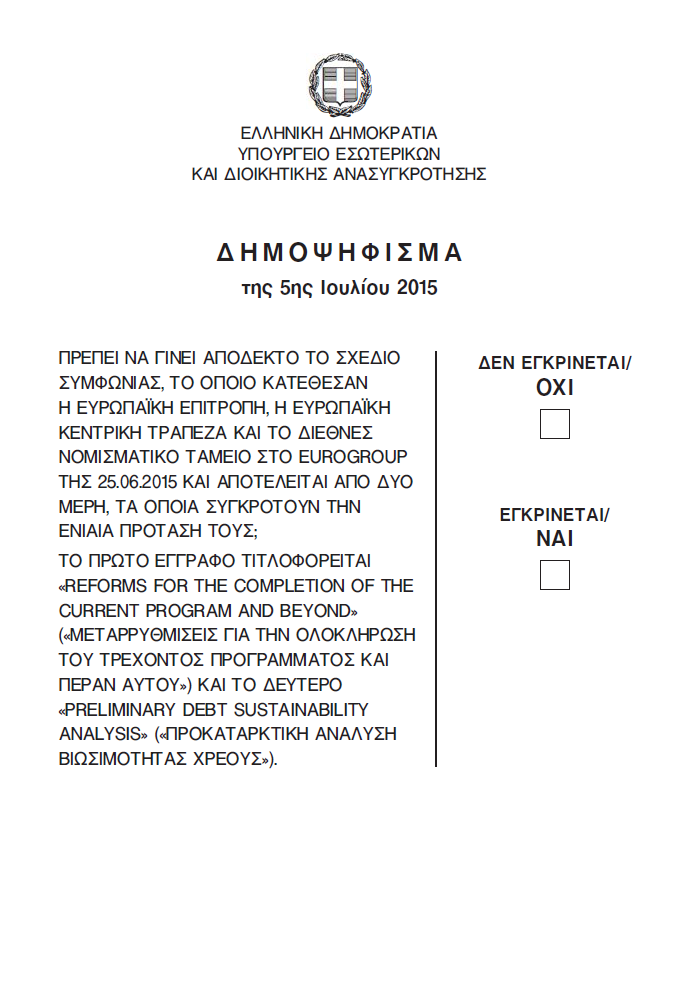
Boletim de voto utilizado no referendk (ΟΧΙ = Não, ΝΑΙ = Sim)